# Burg Bauernheim
Die Burg Bauernheim ist eine abgegangene Burg in den Flurbereichen Hinter der alten Burg und Im Junggarten am westlichen Ortsrand von Bauernheim, einem Ortsteil der Stadt Friedberg im Wetteraukreis in Hessen.
Die Burg wurde im 11. und 12. Jahrhundert erbaut. Von wem und wann die vermutlich zur Sicherung einer Furt durch die Wetter erbaute Burg errichtet wurde, ist nicht bekannt. Als Besitzer des Ortes werden als münzenbergisches Erbe die Herren von Falkenstein und ab 1461 die Grafen von Solms genannt.
Von der, vermutlich als steinernes Haus mit Wallgraben oder als frühe Turmburg ähnlich jener in Eschborn im Taunus, errichteten ehemaligen Burganlage ist nichts erhalten. Ob es Berührungspunkte zum 1268 als Fronhof bezeichneten Besitz der späteren Herren von Isenburg-Büdingen gibt, ist nicht geklärt.